# Ikkō-ikki
Ikko-Ikki (一向一揆) a fost un clan format din mulțimi de țărani, călugări budiști și nobili locali, care s-au ridicat împotriva dominației samuraiilor din Japonia, între secolele XV-XVI. Aceștia erau adepții unei secte budiste numită Jōdo Shinshū, de aceea această sectă se mai numește și Ikko-shū. De-a lungul timpului, Ikko-Ikki au provocat multe revolte și războaie civile în Japonia, aceștia fiind în principal călugări conduși de un fanatism religios ridicat.
1. ↑  Extra Credits